# Devínske Jazero (przystanek kolejowy)
Devínske Jazero – przystanek kolejowy znajdujący się w północno-zachodniej części Bratysławy, na Słowacji. Znajduje się na linii Bratysława – Kúty. W latach 1979–2008 przystanek należał administracyjnie do miasta Stupava.
W pobliżu przystanku nie znajdują się żadne zabudowania mieszkalne a jedynie altany ogrodowe oraz przedwojenne bunkry.
Przystanek nie jest włączony w system transportu miejskiego Bratysławy.

## Linie kolejowe
- 110 Devínska Nová Ves–Skalica